# I Care 4 U (canção)
"I Care 4 U" é uma canção da cantora norte-americana Aaliyah. Uma balada neo soul escrita por Missy Elliott e Timbaland, a canção foi originalmente gravada para seu segundo álbum de estúdio, One in a Million (1996), entretanto acabou sendo descartada. Em 2000, a canção foi regravada e lançada oficialmente no terceiro álbum de estúdio da cantora (2001). "I Care 4 U" apresenta beatboxing, piano elétrico e vocais em camadas.
Após a morte de Aaliyah em 25 de agosto de 2001, "I Care 4 U" recebeu bastante airplay nos Estados Unidos apesar de não ter sido lançada como single. A canção permaneceu por 20 semanas na Billboard Hot 100, alcançando seu pico na 16ª posição. Posteriormente, a canção foi incluída em sua coletânea póstuma de mesmo nome (2002), sendo lançada como seu terceiro single oficial em 8 de abril de 2003.

## Antecedentes
"I Care 4 U" foi escrita por Missy Elliott e Timbaland, que também produziram a canção, e gravada no Magic Mix Studios e Music Grinder Studios em Los Angeles. Aaliyah gravou originalmente a música para seu álbum de 1996, One in a Million, mas foi concluída após o álbum ter terminado a pós-produção, e ela escolheu salvá-la para seu próximo álbum. A música é uma balada romântica suave de R&B cuja narradora feminina, de acordo com Aaliyah, diz "não chore, eu enxugarei suas lágrimas. Eu te amo, apenas me dê a chance de mostrar a você".
Musicalmente, "I Care 4 U" é uma balada neo soul e tem sido comparada ao trabalho da cantora de R&B Angie Stone. De acordo com Bob Waliszewski do Plugged In, "I Care 4 U" "oferece suporte a um cara que está sofrendo devido uma separação".

## Recepção da crítica
Ross Scarano da Complex elogiou a produção da música e chegou a compará-la ao trabalho de Angie Stone. De acordo com Scarano, "Se não fosse por meio de um beatboxing baixo e de uma programação complicada de bateria, "I Care 4 U" não seria registrada como uma produção de Timbaland. O piano elétrico e os vocais com várias camadas extremamente sérias dão o brilho do neo soul". Luke McManus da publicação irlandesa RTÉ sentiu que Aaliyah mostrou mais sua voz na música e que sua recém-descoberta habilidade vocal combinava com o "brilho das faixas de apoio" na música. Daryl Easlea da BBC UK elogiou a voz de Aaliyah na canção. "I Care 4 U, uma co-autoria de Missy Elliott, seria uma balada convencional em um álbum de uma estrela do soul mais óbvia. É o que Aaliyah não faz para que ainda pareça impressionante - teria sido tão fácil exagerar na concha a emoção aqui". Michael Odell do The Guardian elogiou a música e comparou-a ao trabalho da cantora Gladys Knight. Odell declarou: "'I Care 4 U', co-escrita por Missy Elliot, é o tipo de balada do estilo dos anos 1970 que a tia de Aaliyah, Gladys Knight, aprovaria - mas, novamente, é despojada e reconstruída com camadas de teclado assustador e percussão vocal lo-tech". Russell Baillie do The New Zealand Herald descreveu a música como "soul-sass" e ele sentiu que "a voz de Aaliyah tece através dos arranjos esparsos, mas vigorosos com uma mistura de sensualidade" na música.

## Desempenho nas tabelas musicais
Nos Estados Unidos, "I Care 4 U" estreou na 75ª posição da Hot R&B/Hip-Hop Songs durante a semana de 1º de junho de 2002 devido ao grande airplay que estava obtendo. A canção acabou por atingiu o seu pico na 16ª posição da Billboard Hot 100 na semana de 16 de outubro. Assim como "More Than a Woman" e "Rock the Boat", a canção ajudou a manter a forte presença de Aaliyah nas rádios após sua morte em 2001. "I Care 4 U" foi também lançada como terceiro single da coletânea póstuma de mesmo nome, em 2003.

## Equipe e colaboradores
Créditos retirados do encarte de Aaliyah.
- Aaliyah – vocais
- Homer Banks – composição[b]
- Jimmy Douglass – engenharia, mixagem
- Missy Elliott – composição
- Bernie Grundman – masterização
- Carl Hampton – composição[b]
- Timbaland – produção, composição

## Tabelas musicais

### Tabelas semanais
| Tabelas musicais (2002-2003)                               | Melhor posição |
| ---------------------------------------------------------- | -------------- |
| Estados Unidos - Hot R&B/Hip-Hop Singles Sales (Billboard) | 54             |
| Estados Unidos (Billboard Hot 100)                         | 16             |
| Estados Unidos - Radio Songs (Billboard)                   | 15             |
| Estados Unidos - Adult R&B Airplay (Billboard)             | 8              |
| Estados Unidos - R&B Airplay (Billboard)                   | 3              |
| Estados Unidos - Hot R&B/Hip-Hop Songs (Billboard)         | 3              |

| Tabelas musicais (2021)                                     | Melhor posição |
| ----------------------------------------------------------- | -------------- |
| Estados Unidos - R&B Digital Song Sales (Billboard)         | 11             |
| Estados Unidos - R&B/Hip-Hop Digital Song Sales (Billboard) | 21             |

### Tabelas de fim de ano
| Tabelas musicais (2002)                            | Melhor posição |
| -------------------------------------------------- | -------------- |
| Estados Unidos - Hot R&B/Hip-Hop Songs (Billboard) | 24             |

| Tabelas musicais (2003)                            | Melhor posição |
| -------------------------------------------------- | -------------- |
| Estados Unidos - Hot R&B/Hip-Hop Songs (Billboard) | 76             |